# Alejandro M. Sinibaldi
Alejandro M. Sinibaldi, né en 1825 à Guatemala (Amérique centrale) et mort en 1896 dans la même ville, est un homme d'affaires et homme d'État guatémaltèque d'origine italienne, chef d'État par intérim du Guatemala en 1885 après la bataille de Chalchuapa. 